# Giuseppe Burlotti
Giuseppe Burlotti (ur. 24 stycznia 1978 roku w Iseo) – włoski kierowca wyścigowy.

## Kariera
Burlotti rozpoczął karierę w wyścigach samochodowych w 1998 roku od gościnnych startów w Renault Spider Europe, gdzie trzykrotnie stawał na podium, a raz na jego najwyższym stopniu. W późniejszych latach pojawiał się także w stawce Open Telefonica by Nissan, Europejskiej Formuły 3000 oraz Niemieckiej Formuły 3.
W World Series by Nissan Włoch startował w latach 1999-2000. W pierwszym sezonie startów dwukrotnie stawał na podium. Z dorobkiem 94 punktów uplasował się na siódmej pozycji w końcowej klasyfikacji kierowców. Rok później na podium stawał już ośmiokrotnie, w tym pięciokrotnie wygrywał. Pozwoliło mu to zdobyć tytuł wicemistrzowski serii.